# Anisomysis truncata
Anisomysis truncata är en kräftdjursart som beskrevs av Panampunnayil 1993. Anisomysis truncata ingår i släktet Anisomysis och familjen Mysidae. Inga underarter finns listade i Catalogue of Life.